# Joe Keery
Joseph David Keery (Newburyport, 1992. április 24. –), művésznevén Djo, amerikai zenész és színész. Legismertebb szerepe Steve Harrington a Stranger Things című sorozatból. Emellett olyan filmekben tűnt fel, mint a Free Guy és a Spree. Djo művészneven ad ki zenéket illetve a Post Animal zenekar volt tagja.

## A kezdetek
Keery a Massachusettsben található Newburyport településen született David és Nina Keery, építész és angol professzor második gyermekeként az ötből.
Keery Newburyportban nőtt fel és a River Valley Charter Általános Iskolába járt. Ezek után a Newburyport Középiskolában tanult tovább. Fiatal korában részt vett a Theather in the Open nevű színművészeti táborban, de végül középiskolában kezdett el színészkedni, először nővére noszogatására.
Keery a DePaul Egyetemen fejezte be tanulmányait 2014-ben, ahol színművészeti szakon szerzett diplomát.

## Színészi karrier
Miután Keery 2014-ben lediplomázott, több mint 100 meghallgatáson vett részt. Még a Stranger Things előtt szerepelt KFC, Domino’s, és Amiibo reklámokban is. Első filmszerepe Stephe Cone független filmje, a Henry Gamble's Birthday Party volt, ahol Gabe karakterét alakította.
2015-ben részt vett a Stranger Things szereplőválogatásán. A teszt videókban először Johnatan Byers szerepére jelentkezett, de később beküldött egy anyagot Steve szerepére is. Matt és Ross Duffer végül Steve szerepére válogatták be. A sorozat első évada 2016. június. 15-én debütált a Netflix felületén. A második évadra, amely 2017. október. 31-én debütált, mellékszereplőből főszereplővé avatták karakterét. Végül a harmadik évadban is ismét eljátszotta Steve szerepét, ami 2019. július. 4-én debütált. 2022. május. 27-én és 2022. július. 1-jén ismét magára ölti Steve Harrington szerepét a sorozat soron következő 4.évadában.
A Stranger Things-en kívül Keery még szerepelt a Spree című 2020-as horror szatírában amit Eugene Koltyranko rendezett. Walter "Keys" McKey, egy játékfejlesztő szerepét is játszotta a 2021-es Free Guy című akció-vígjátékban, amely nagy kasszasiker lett, és aminek már berendelték a folytatását.

## Zenészi karrier
A színészet mellett Keery zenével is foglalkozik. Már a húszas évei elején kiadott számokat Cool Cool Cool álnéven. A Post Animal nevű pszichedelikus rockzenekar gitárosa és vokálosa volt. A zenekar első albuma 2015 októberében jelent meg. A második album a When I Think Of You In A Castle 2018 áprilisában jelent meg. Keery 2019-ben távozott a zenekartól.
2019. július. 19-én adta ki Roddy című kislemezét Djo álnéven. Augusztus 9-én adta ki második lemezét Cheteau (Feel Alright) címen ugyanezzel az álnévvel. 2019. szeptember. 13-án Keery kiadta a harmadik kislemezét Twenty Twenty címen, majd 2020 szeptemberében a Keep Your Head Up-ot.

## Magánélet
Keery kifejezetten bírálja a hajával kapcsolatos online megszállottságot, ezt a dolgot nevetségesnek nevezte. Keery hatalmas rajongója Charli XCX-nek és Stanley Tuccinak. 2021-ben, a GQ-nak adott interjúban megemlítette, hogy retteg a környezeti apokalipszistől, amely az óta zavarja őt, mióta tavaly megnövekedett a tüzek és a viharok száma az országban.
2017 óta kapcsolatban él, Maika Monroe -val.

## Filmográfia

### Film
| Év   | Magyar cím           | Eredeti cím                   | Szerep                | Magyar hang     |
| ---- | -------------------- | ----------------------------- | --------------------- | --------------- |
| 2015 |                      | Henry Gamble’s Birthday Party | Gabe                  |                 |
| 2016 |                      | The Charnel House             | Scott                 |                 |
| 2017 | Elit játszma         | Molly's Game                  | Cole                  | Ungvári Gergely |
| 2018 |                      | After Everything              | Chris                 |                 |
| 2018 | Szelet               | Slice                         | Jackson               | Fáncsik Roland  |
| 2019 |                      | How to be Alone (rövidfilm)   | Jack                  |                 |
| 2020 | Nézettségért mindent | Spree                         | Kurt Kunkle           | Sárközi Levente |
| 2021 | Free Guy             | Free Guy                      | Walter "Klavi" McKeys | Fáncsik Roland  |
| 2023 |                      | Finalmente l'alba             | Sean Lockwood         |                 |
| 2024 | Marmalade            | Marmalade                     | Baron                 | Miller Dávid    |
| TBA  |                      | Cold Storage                  | Travis Meacham        |                 |

### Televízió
| Év        | Magyar cím             | Eredeti cím     | Szerep            | Megjegyzés                                                                    |
| --------- | ---------------------- | --------------- | ----------------- | ----------------------------------------------------------------------------- |
| 2015      |                        | Sirens          | Scenester         | Epizód: "Screw the One Percent"                                               |
| 2015      | Lángoló Chicago        | Chicago Fire    | Emmett            | 2 epizód magyar hang: Joó Gábor                                               |
| 2015      | Empire                 | Empire          | Tony Trichter III | Epizód: "Who I Am"                                                            |
| 2016–     | Stranger Things        | Stranger Things | Steve Harrington  | Mellékszereplő (1. évad) Főszereplő (2. évadtól) magyar hangja: Ágoston Péter |
| 2019–2021 |                        | No Activity     | Ed Reinhardt      | Mellékszereplő (A 3.évadtól)                                                  |
| 2020      | 2020: Legyen már vége! | Death to 2020   | Duke Goolies      | Televíziós különkiadás                                                        |
| 2021      | 2021: Legyen már vége! | Death to 2021   | Duke Goolies      | Televíziós különkiadás                                                        |
| 2023      | Fargo                  | Fargo           | Gator Tillman     | Főszereplő (5. évad) magyar hangja: Ágoston Péter                             |

## Díjak és elismerések
| Év   | Díj                     | Kategória                            | Jelölés tárgya  | Eredmény | Forr.  |
| ---- | ----------------------- | ------------------------------------ | --------------- | -------- | ------ |
| 2017 | Screen Actors Guild-díj | Legjobb szereplőgárda (drámasorozat) | Stranger Things | Elnyerte | [ 26 ] |
| 2018 | Screen Actors Guild-díj | Legjobb szereplőgárda (drámasorozat) | Stranger Things | Jelölve  | [ 27 ] |
| 2020 | Screen Actors Guild-díj | Legjobb szereplőgárda (drámasorozat) | Stranger Things | Jelölve  |        |

## Fordítás
- Ez a szócikk részben vagy egészben  a   Joe Keery című angol Wikipédia-szócikk ezen változatának fordításán alapul.  Az eredeti cikk szerkesztőit annak laptörténete sorolja fel. Ez a jelzés csupán a megfogalmazás eredetét és a szerzői jogokat jelzi, nem szolgál a cikkben szereplő információk forrásmegjelöléseként.